# Syngas
Syngas of synthesegas is een geproduceerd gasmengsel van koolstofmonoxide en waterstofgas.
Dit mengsel wordt verkregen door het vergassen van steenkool of biomassa (in plaats van aardgas) en water. In de VS is een ander procedé, Transport Integrated Gassification (TRIG), ontwikkeld dat bij een lagere temperatuur kan vergassen.
Uit syngas kunnen synthetische koolwaterstoffen worden gemaakt. Dit laatste staat bekend als het Fischer-Tropsch-proces en werd vooral toegepast in Duitsland in de jaren voor en tijdens de Tweede Wereldoorlog om synthetische motorbrandstoffen te maken. Men had toentertijd geen goede toegang tot oliebronnen. 
Een belangrijke toepassing van dit proces is bij de productie van kunstmest. Het geproduceerde waterstofgas (hier noemt men het reforming of de methaan-stoom-gasreactie) wordt met stikstofgas (N2) omgezet (hydrogenering) tot ammoniak.
Een bekend voorbeeld van een syngas is watergas, dat geproduceerd wordt door stoom over gloeiende cokes te leiden.